# Woldegk
Woldegk är en stad i det nordtyska förbundslandet Mecklenburg-Vorpommern. Staden ligger i distriktet Mecklenburgische Seenplatte.
Staden ingår i kommunalförbundet Amt Woldegk tillsammans med kommunerna Groß Miltzow, Kublank, Neetzka, Schönbeck, Schönhausen, och Voigtsdorf.

## Geografi
Woldegk är belägen i ett bottenmoränlandskap, söder om den högsta punkten i förbundslandet Mecklenburg-Vorpommern, som kallas Helpter Berge (179 m ö. h.).
I dag har staden tretton ortsdelar:
| - Bredenfelde - Canzow - Carolinenhof - Friedrichshöh - Georginenau | - Grauenhagen - Hildebrandshagen - Hinrichshagen - Johanneshöhe - Oltschlott | - Rehberg - Vorheide - Woldegk |

## Historia
Staden fick sina stadsrättigheter 1250/1298.